# Morne van Niekerk
Pour les articles homonymes, voir van Niekerk.

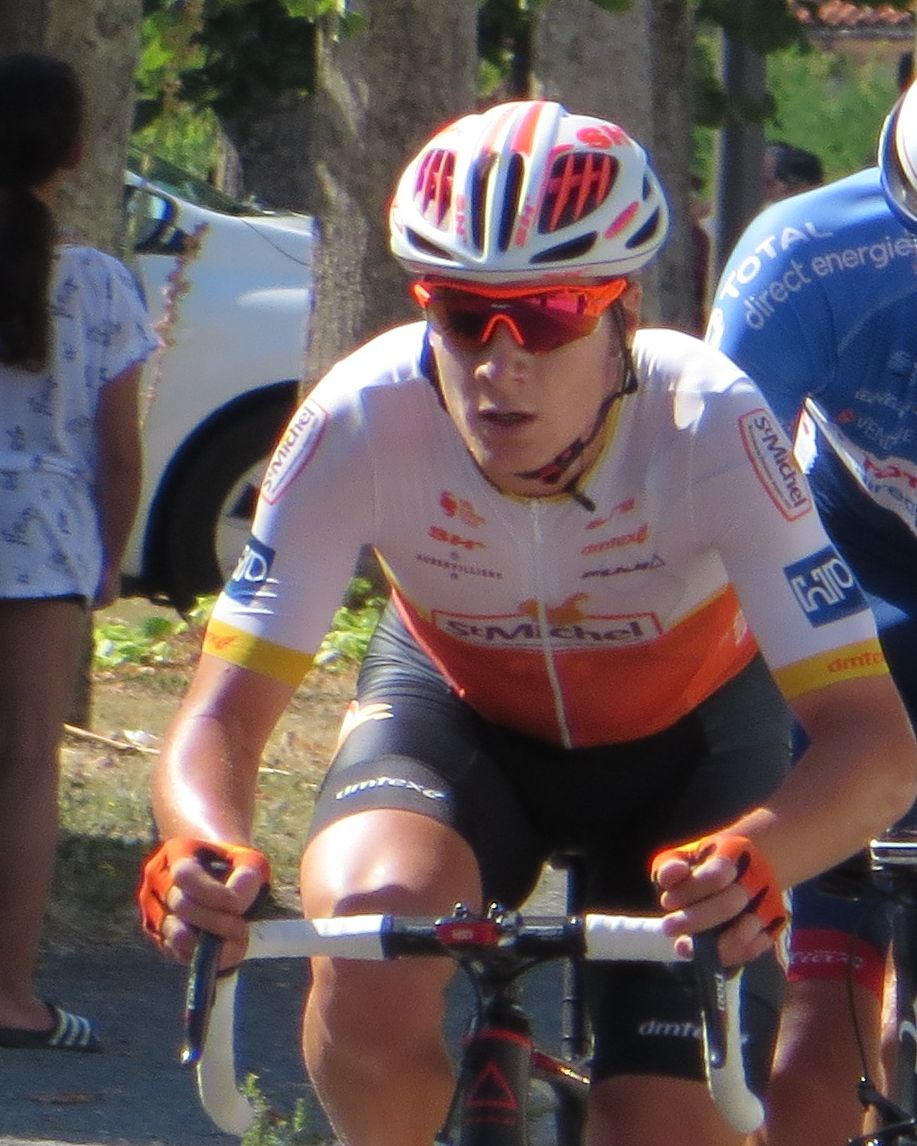
Morne van Niekerk lors du Tour du Poitou-Charentes 2019

Morne van Niekerk (né le 17 août 1995 à Centurion) est un coureur cycliste sud-africain, membre de l'équipe Saint Michel-Mavic-Auber 93.

## Biographie

### Débuts cyclistes et carrière chez les amateurs
Morne van Niekerk commence le cyclisme à l'âge de 15 ou 17 ans,. Pendant les premières années de sa carrière, il court sur route et sur piste,. Son père a également pratiqué ce sport au niveau amateur.
En 2013, il remporte le contre-la-montre par équipes et termine deuxième du contre-la-montre individuel aux championnats d'Afrique juniors (moins de 19 ans). Deux ans plus tard, il est champion d'Afrique de poursuite par équipes et deuxième de la poursuite individuelle. Il devient également champion d'Afrique du Sud du contre-la-montre en catégorie espoirs (moins de 23 ans).
En 2016, il devient double champion d'Afrique du Sud sur piste, en poursuite par équipes et dans la course aux points. Il termine par ailleurs troisième du championnat d'Afrique du Sud sur route, dans la catégorie espoirs. Au printemps, il tente sa chance en Espagne en rejoignant l'équipe de la Fundación Euskadi-EDP. En aout, il participe au Tour de l'Avenir avec sa sélection nationale.
En 2017, il intègre au printemps le Martigues SC-Drag Bicycles en France, avec l'ambition de devenir professionnel. Victorieux à deux reprises chez les amateurs, il se classe huitième du Tour de Serbie. À partir du mois d'août, il effectue un stage chez Dimension Data-Qhubeka, réserve de la formation WorldTour Dimension Data. Il décide ensuite de rejoindre en 2018 le Team Christian Magimel, qui évolue en division nationale 3. Bon puncheur, il s'illustre en étant l'un des meilleurs amateurs français de la saison. Il s'impose à cinq reprises, notamment sur deux manches de la Coupe de France DN3, et obtient de nombreuses places d'honneur.

### Carrière professionnelle
Il passe finalement professionnel en 2019 au sein de l'équipe continentale française Saint Michel-Auber 93. Auteur d'une longue échappée lors de la deuxième étape du Tour du Limousin-Nouvelle-Aquitaine, il s'empare du maillot de meilleur grimpeur et de celui de la combativité que détenait son coéquipier Nicolas Baldo. Il prend aussi la tête du classement des sprints de cette course à étapes.
Il remporte le classement final du meilleur grimpeur.

## Palmarès sur route
- 2013
  -  Champion d'Afrique du contre-la-montre par équipes juniors
  -  Médaillé d'argent du championnat d'Afrique du contre-la-montre juniors
  - 2e du championnat d'Afrique du Sud sur route juniors
  - 3e du championnat d'Afrique du Sud du contre-la-montre juniors
- 2015
  -  Champion d'Afrique du Sud du contre-la-montre espoirs
- 2016
  - 2e du Mémorial José María Anza
  - 3e du championnat d'Afrique du Sud sur route espoirs
- 2017
  - 3e étape du Tour de la CABA
  - 3e du championnat d'Afrique du Sud du contre-la-montre espoirs
  - 3e du championnat d'Afrique du Sud sur route espoirs
  - 3e du Tour de la Creuse
- 2018
  - Tour de l'Agglomération Saint-Avold Synergie
  - Grand Prix de Montamisé
  - Souvenir Rousse-Perrin
  - Route d'Or du Poitou
  - Grand Prix de la Tomate
  - 2e du Trophée de l'Essor
  - 2e du Tour du Pays Roannais
  - 2e du Grand Prix d'Availles-Limouzine
  - 2e du Grand Prix de Nedde
  - 3e du Tour de Basse-Navarre
  - 3e de l'Essor basque
  - 3e du Grand Prix des Fêtes de Cénac-et-Saint-Julien
  - 3e du Prix de la ville du mont Pujols
  - 3e du Prix Marcel-Bergereau
  - 3e du Trophée des champions
- 2019
  - Classic Jean-Patrick Dubuisson
- 2021
  - 2e du Grand Prix International de la ville de Nogent-sur-Oise
- 2022
  - 2e de Le Poinçonnet-Panazol
  - 2e du Grand Prix de Fougères
  - 3e du Grand Prix de la ville de Pérenchies
- 2023
  - 2e du Grand Prix de la ville de Pérenchies
  - 3e du Grand Prix de Lillers-Souvenir Bruno Comini
- 2024
  - Championnat du Gauteng sur route
  - 2e du Tour de Bretagne

### Classements mondiaux
| Année                                 | 2017  | 2018 | 2019 | 2020 | 2021  | 2022 | 2023 | 2024 |
| ------------------------------------- | ----- | ---- | ---- | ---- | ----- | ---- | ---- | ---- |
| Classement mondial                    | 2211e | nc   | nc   | nc   | 1151e | 681e | 932e | 482e |
| UCI Europe Tour                       | 1731e | nc   |      |      |       |      |      |      |
| UCI Africa Tour                       | 218e  | nc   | nc   | nc   | 51e   | 25e  | 45e  | 20e  |
|                                       |       |      |      |      |       |      |      |      |
| Légende : nc = non classéSource : UCI |       |      |      |      |       |      |      |      |

## Palmarès sur piste

### Championnats d'Afrique
- Pietermaritzburg 2015
  -  Champion d'Afrique de poursuite par équipes (avec Stefan de Bod, Hendrik Kruger et Kellan Gouveris)
  -  Médaillé d'argent de la poursuite individuelle

### Championnats nationaux
- 2016
  -  Champion d'Afrique du Sud de poursuite par équipes (avec Nolan Hoffman, David Maree et Reynard Butler)
  -  Champion d'Afrique du Sud de la course aux points
  - 2e du championnat d'Afrique du Sud de poursuite